# The Joke on Yellentown
The Joke on Yellentown  è un cortometraggio muto del 1914 diretto da Arthur Mackley. Commedia di genere western, il film, prodotto dalla Reliance Film Company, aveva come interpreti principali Vester Pegg e Joseph Belmont.

## Trama
In viaggio per il West, un pastore perde uno dei suoi bagagli. La valigia viene trovata da due cowboy, Pete e Ike, che decidono di fare uno scherzo ai loro compagni. Rasati i baffi, vestono gli abiti clericali e si presentano in città, convocando una riunione in municipio. Dicendo che in quella provvisoria casa di Dio le armi non devono entrare, costringono i ragazzi a depositare fuori tutte le loro pistole. Pete e Ike, allora tirano fuori le loro di pistole e, dopo avere fatto alzare le mani in alto ai presenti, fanno man bassa di tutti i loro soldi e dei loro orologi. Fatta piazza pulita, i due falsi pastori scoppiano in un'allegra risata e restituiscono il bottino ai compagni ai quali rivelano lo scherzo loro fatto.

## Produzione
Il film fu prodotto dalla Reliance Film Company.

## Distribuzione
Distribuito dalla Mutual, il film uscì nelle sale cinematografiche degli Stati Uniti il 16 dicembre 1914.